# 33484 Nathanroth
33484 Nathanroth este o planetă minoră (asteroid), cu un diametru de 4,865 km, din centura de asteroizi. A fost descoperită pe 7 aprilie 1999 la Stația Anderson Mesa de Lowell Observatory Near-Earth-Object Search. 
Obiectul prezintă o orbită caracterizată de o semiaxă mare de 2,6035455 UAi, o excentricitate de 0,17, o înclinație de 2,4439 ° în raport cu ecliptica.